# Torre PwC
Torre PwC, dříve Torre Sacyr Vallehermoso, je mrakodrap v Madridu. Má 52 pater a s výškou 236 m 3. je nejvyšší mrakodrap Španělska. Stojí v moderní obchodní čtvrti Cuatro Torres Business Area. Navrhli jej architekti Carlos Rubio Carvajal a Enrique Álvarez-Sala Walter. Výstavba probíhala mezi lety 2004 a 2008. V budově se nachází luxusní hotel Eurostars Madrid Tower, který zabírá 31 pater.